# Southern Valley Yokuts
Southern Valley Yokuts.- Jedna od dvije grane Chauchila Yokuta, porodica Mariposan,  što su obitavali su u močvarnim predjelima doline rijeke San Joaquin, Kalifornija. Područje Southern Valley Yokuta bilo je nekoć kraj bogat močvarnim pticama (uključujući selice divlje patke i gusku), velikim stadima losa Cervus elaphus nannodes (tule elk) i antilopama, te obrasla tule-trstikom koja se upotrebljavala za gradnju nastambi kao i splavi i balsa. Ribolov im je bio glavno zanimanje. Plemena: Apiachi, Choinok, Chunut, Koyeti, Nutunutu, Tachi, Telamni, Tsineuhiu, Wechihit, Wimilchi, Wo'lasi, Wowol i Yauelmani. 
Život i običaji
Obitelj Yokuta sastoji se od muža, žene i djece čiji je lineage patrilinearan i totemski. Majčin totem nikada ne prelazi na djecu, niti se totemska životinja koristi za hranu.
Mnoga religiozna vjerovanja fokusirana su na vrijeme i pod utjecajem su šamana koji je sposoban da liječi ljude. Tijekom proljeća šamani svaku noć uzimaju parnu-kupelj i očekuju pomoć i savjet nadnaravnih sila. Savjete koje dobiju tijekom ovih obreda omogućit će im da pomognu svojim suplemenicima. Ako bi šaman pogriješio u liječenju, ili bi bio osumnjičen da je svoju moć upotrijebio u zle svrhe, ubio bi ga poglavica plemena.
Odjeća
Odjeća je oskudna. Muškarac ide gol ili nosi tek kožnu pregaču, slično je i kod žena. Obuća (mokasine) nose se tek prilikom putovanja. Jedino pokrivalo za glavu je košara-kapa kod žena. 
Nastambe
Kuće Yokuta javljaju se u dva tipa, to su obiteljska i komunalna. Obiteljska kuća podiže se obično pokraj bara ili močvara, i napravljene od rogožine tule-trske, kojim se prekriva drveni kostur. Komunalna kuća je duga i strmog krova, a u njoj je nastanjeno i do deset obitelji. Svaka obitelj posjeduje vlastitu vatru i vrata. Postoji i Nastamba za čuvanje suhe hrane, ona je nepokrivena. 
Hrana i transport
U dolinama kod južnih plemena Chauchila, ljeta su duga i vruća dok su zime blage. To je prilično močvarno područje s velikim bogatstvom u biljnom i životinjskom svijetu. Riba se lovila mrežama i kopljem, hvatale su se divlje ptice, kao što su patke i guske, a sakupljale su se i školjke. Rijeke, močvare i jezera Indijancima su bili glavni transportni putovi. Svoje kanue izrađivali su od osušene tule-trske.

## Vanjske poveznice
- The Yokuts